# Lazar Branković
Lazar Branković (vers 1421-1458) est despote de Serbie de 1456 à 1458.

## Biographie
Il est le troisième fils de Đurađ Branković et de son épouse Irène Cantacuzène. Ses deux frères aînés Grgur et Stefan ayant été aveuglés en 1439 par ordre du sultan ottoman Murad II, il est associé à son père comme despote de Serbie le 18 décembre 1446, puis il devient « grand despote » et prince de Rascie de 1456 au 20 janvier 1458. Il a comme successeur son second frère Stefan.

## Union et postérité
En 1446, Lazar Branković épouse Hélène Paléologue de Morée, fille du despote de Morée Thomas Paléologue et de Catherine Zaccaria, héritière de la principauté d'Achaïe. Ils ont trois filles :
- Marija (vers 1447-vers 1500), épouse de Étienne Tomašević, roi de Bosnie.
- Milica (morte en 1464), épouse de Léonard III Tocco comte de Céphalonie et de Zante.
- Jerina, épouse de Jean Castriote, fils de Skanderbeg et d'Andronike Arianiti.

## Sources
- Dušan T. Bataković, Histoire du peuple serbe, éditions L'Age d'Homme, Paris, 2005  (ISBN 2-8251-1958-X).
- Venance Grumel, Traité d'Études byzantines I « La chronologie », Presses universitaires de France, Paris, 1958, p. 391.